# Schlacht von Gettysburg
Brandy Station – Winchester II – Aldie – Middleburg – Upperville – Hanover – Gettysburg – Hunterstown – Fairfield – Williamsport – Boonsboro – Manassas Gap
Die Schlacht von Gettysburg fand vom 1. bis zum 3. Juli 1863 bei Gettysburg in Pennsylvania wenige Kilometer nördlich der Grenze zu Maryland während des Sezessionskrieges statt. Mit mehr als 43.000 Opfern, davon über 5.700 Gefallenen, war sie eine der blutigsten Schlachten auf dem amerikanischen Kontinent überhaupt und gilt gemeinsam mit Vicksburg und Chattanooga und neben Antietam und Perryville 1862 sowie dem Fall von Atlanta und Philip Sheridans Feldzug im Shenandoahtal 1864 als einer der entscheidenden Wendepunkte des Amerikanischen Bürgerkrieges. Mit der Niederlage der Nord-Virginia-Armee unter General Robert E. Lee endete die vorletzte Offensive der Konföderation auf dem Territorium der Union. Die Initiative ging danach auch auf dem östlichen Kriegsschauplatz im Wesentlichen auf die Union über.
Die dreitägige Schlacht begann am ersten Tag mit einem Begegnungsgefecht, das die Konföderierten für sich entscheiden konnten. Die Nord-Virginia-Armee griff am folgenden Tag die Potomac-Armee auf beiden Flügeln an, konnte die Stellungen der Nordstaatler jedoch nicht durchbrechen, so dass dieser Tag unentschieden endete. General Lee versuchte, am dritten Tag mit einem Angriff auf die Mitte der Potomac-Armee die Entscheidung zu erzwingen, scheiterte jedoch trotz eines vorübergehenden Einbruchs in die Stellungen der Nordstaatler. Die Angriffskraft der Nord-Virginia-Armee war damit erschöpft, und sie zog sich wieder nach Virginia zurück.

## Vorgeschichte

### Zielsetzung
General Lee unterbreitete Präsident Jefferson Davis nach dem Sieg bei Chancellorsville den Vorschlag, nach Norden zu gehen und in Pennsylvania einzumarschieren. Dadurch würde die Nord-Virginia-Armee die Hauptstadt Washington, D.C. sowie die Städte Baltimore und Philadelphia bedrohen. Die Potomac-Armee wäre somit gezwungen, Lee in den Norden zu folgen. Generalmajor Joseph Hooker, Oberbefehlshaber der Potomac-Armee, sollte die Nord-Virginia-Armee auf einem von Lee gewählten Gelände angreifen. Lee wollte Hooker dort erneut schlagen, diesmal jedoch auf dem Gebiet der Union. Weitere Ziele waren es zu verhindern, dass Truppen vom östlichen Kriegsschauplatz Ulysses S. Grants Belagerung von Vicksburg, Mississippi verstärken konnten, und die Union dazu zu bringen, Truppen aus den Küstengebieten der Carolinas und Georgias abzuziehen. Eine Verstärkung General Joseph E. Johnstons, Befehlshaber des konföderierten westlichen Kriegsschauplatzes, zur Entlastung von Vicksburg lehnte Lee ebenso ab wie den Vorschlag, die konföderierte Tennessee-Armee zu verstärken und die Cumberland-Armee der Union in Tennessee vernichtend zu schlagen. Der Präsident und das Kabinett mit Ausnahme des Postministers stimmten Lees Vorschlag zu und sogar Generalleutnant James Longstreet, Kommandierender General des I. Korps, akzeptierte die Planung.

### Ausführung

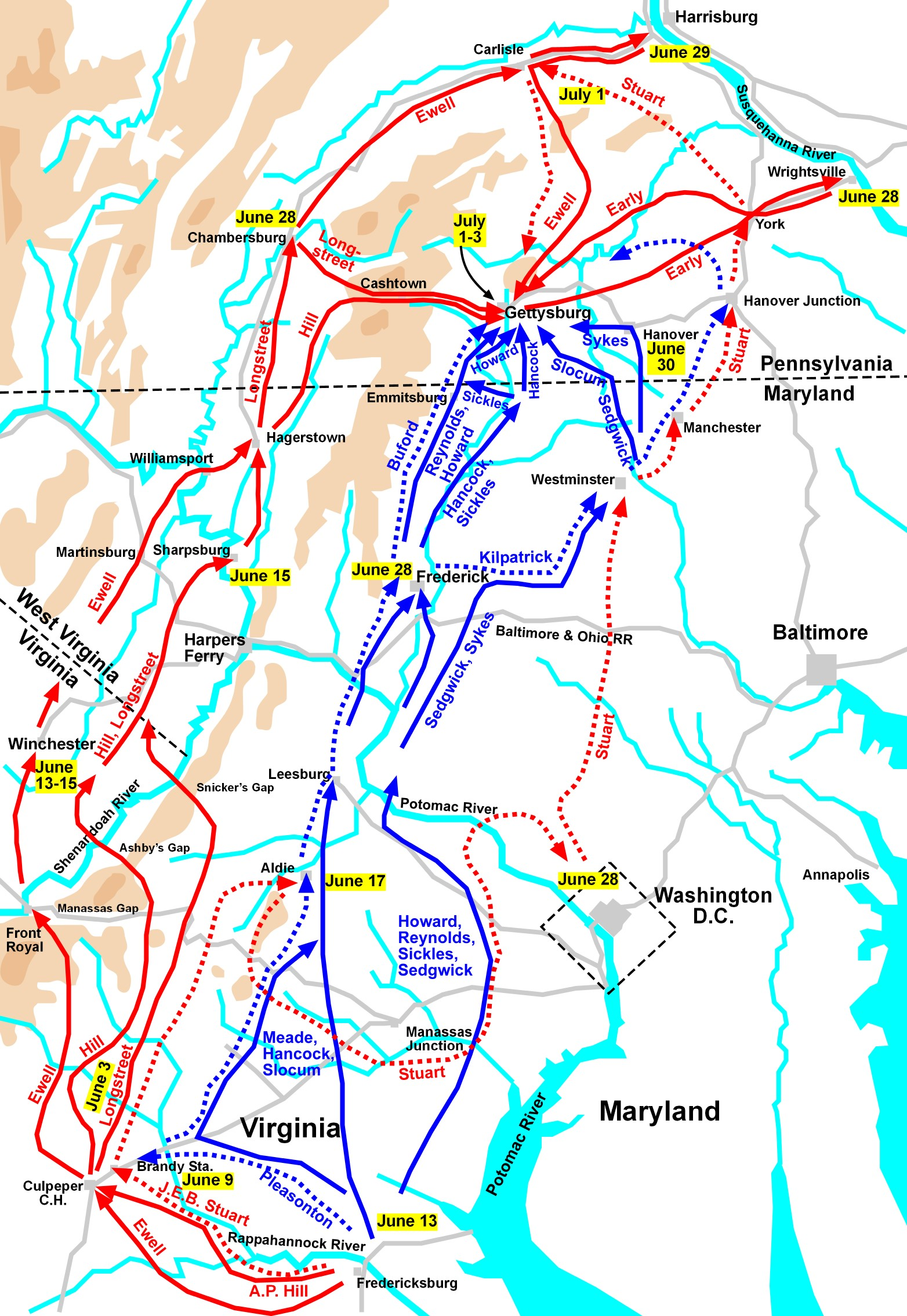
Gettysburg-Feldzugrot: konföderierte Truppen
blau: Unionstruppen

Die Nord-Virginia-Armee marschierte im Schutze der Blue Ridge Mountains nach Norden. Die Kavallerie unter Generalmajor J.E.B. Stuart sollte die Bewegung verschleiern und gleichzeitig die Bewegungen der Potomac-Armee aufklären. Bei Brandy Station kam es am 9. Juni zur größten Reiterschlacht auf dem amerikanischen Kontinent. Weitere Gefechte der Kavallerie bei Aldie und Middleburg in Virginia folgten. Danach umrundete Stuart die Potomac-Armee im Osten.
Nach der zweiten Schlacht bei Winchester konnte Lee unbehelligt den Potomac überqueren und bis zum Susquehanna vordringen. Seine ungefähr 75.000 Mann starke Armee war in einem großen Bogen auf beiden Seiten des South Mountain verteilt. Das I. Korps unter James Longstreet hatte den Raum Chambersburg, das II. unter Richard S. Ewell den Raum südlich Carlisle und das III. unter Ambrose P. Hill den Raum Cashtown erreicht. Stuarts Kavalleriedivision befand sich ostwärts der Potomac-Armee, so dass Lee seit dem 24. Juni keine exakten Informationen über die Bewegungen der gegnerischen Armee hatte. Als Lee am 28. Juni von Kundschaftern aus Longstreets Korps erfuhr, dass die Potomac-Armee den Potomac nach Norden überquert hatte, befahl er der Nord-Virginia-Armee, sich im Raum Cashtown zu versammeln.

### Vorabend der Schlacht
US-Präsident Abraham Lincoln ernannte am 28. Juni Generalmajor George Gordon Meade zum Oberbefehlshaber der Potomac-Armee. Meade beabsichtigte, die Nord-Virginia-Armee noch vor der Überquerung des Susquehanna zu stellen und General Lee zu einem Angriff auf die Potomac-Armee zu verleiten, die Verteidigungsstellungen entlang des Baches Pipe Creek im Norden von Maryland erkundet hatte. Da jedoch Lee seine Absicht, den Susquehanna zu überqueren, aufgegeben hatte, verlegte Meade ein Korps in den Raum Gettysburg.
J. Johnston Pettigrews Brigade aus Generalmajor Henry Heths Division hatte sich am 30. Juni auf der Suche nach Verpflegung und Schuhen Gettysburg genähert. In der Stadt befand sich jedoch bereits Kavallerie der Union unter dem Kommando Brigadegeneral John F. Bufords. Diese konnte die Stadt halten, weil Pettigrew das Gefecht nicht annahm und nach Westen auswich.
Generalleutnant Hill befahl Heth für den nächsten Tag, eine gewaltsame Aufklärung gegen Gettysburg durchzuführen, weil er annahm, dass es sich bei den Kräften dort nur um pennsylvanische Miliz handele. Damit verstieß Hill nicht gegen Lees Anweisung, sich bis zur Versammlung der Nord-Virginia-Armee auf keine größeren Gefechte einzulassen.

## Verlauf der Schlacht

### Erster Tag (1. Juli)
Die Brigaden der Brigadegenerale James J. Archer und Joseph R. Davis – eines Neffen des Präsidenten der Konföderierten Staaten – erreichten die der Stadt im Nordwesten vorgelagerten Höhenzüge gegen 07:30 Uhr. Da Heth nur wenig Widerstand erwartete, entfaltete er die beiden Brigaden auf beiden Seiten des Chambersburg Pikes und marschierte auf die Stadt zu. Brigadegeneral Buford war jedoch in der Nacht nicht untätig geblieben und verteidigte mit den abgesessenen Reitern – bewaffnet mit Sharps-Karabinern – seiner beiden Brigaden und einer berittenen Artilleriebatterie entlang der McPherson Ridge. Es gelang Buford, die überlegenen Südstaatler mehr als zwei Stunden aufzuhalten, bevor er nach Gettysburg ausweichen musste.

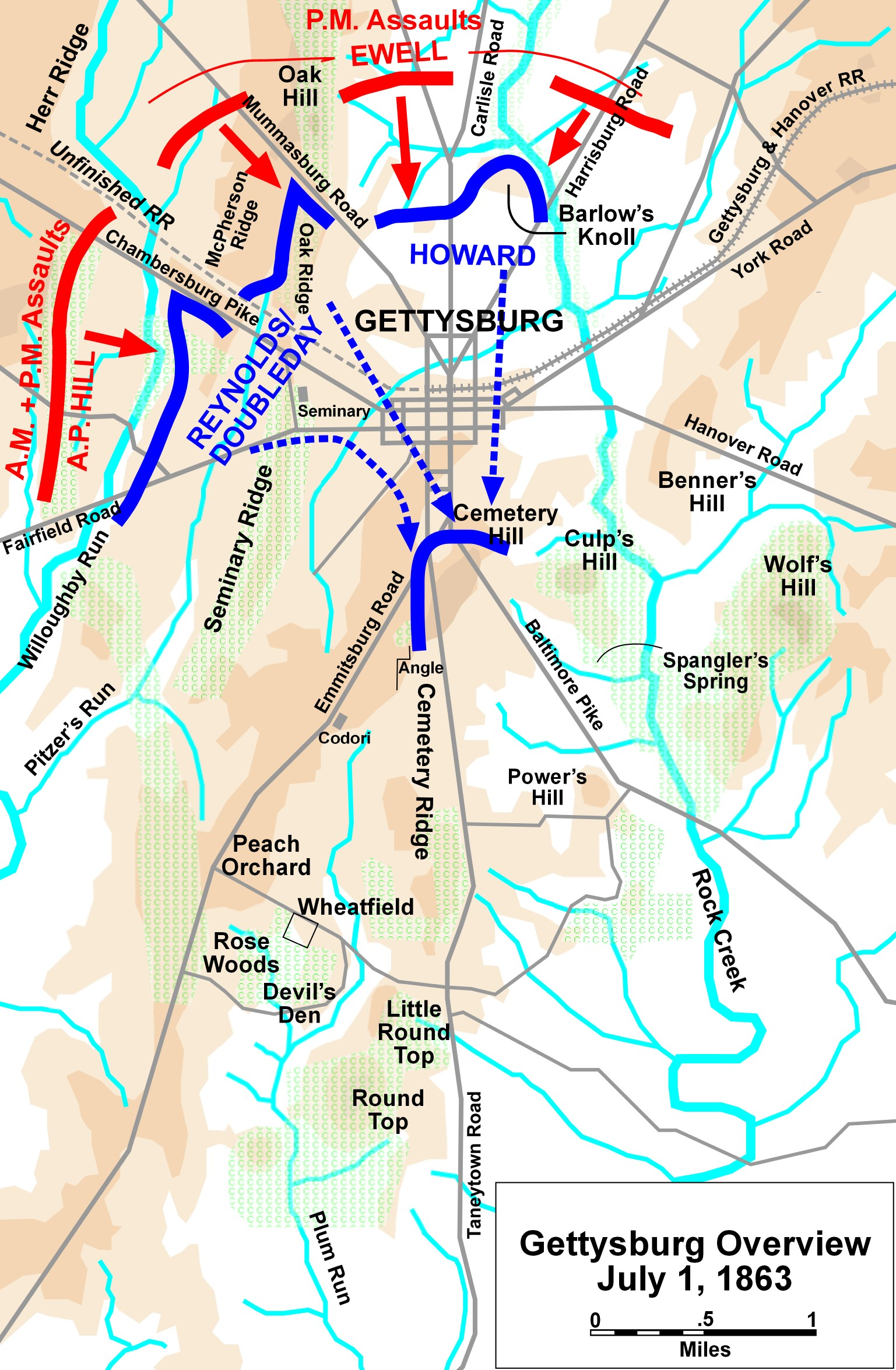
Kampfhandlungen am 1. Tag.rot: konföderierte Truppen
blau: Unionstruppen

In diesen Minuten erschienen die ersten beiden Brigaden der 1. Division des I. Korps der Potomac-Armee und lösten Bufords Kavalleristen ab. Der Kommandierende General Generalmajor John F. Reynolds wies zu Pferde die Brigadekommandeure an der McPherson Ridge in die Stellungen ein und wurde dabei tödlich verwundet. Zuvor hatte Reynolds noch die Kommandierenden Generale der folgenden Korps, des XI. und III., angewiesen, die Stadt mit ihren Truppen schnellstmöglich zu erreichen.
Der 1. Division des I. Korps, dessen Führung inzwischen Generalmajor Abner Doubleday übernommen hatte, gelang es, die Konföderierten unter beiderseitigen großen Verlusten bis gegen 14:30 Uhr aufzuhalten. In der Zwischenzeit hatten die ersten Brigaden des XI. Korps unter Generalmajor Oliver O. Howard Gettysburg erreicht und Stellungen rechts vom I. Korps nach Nordwesten und Norden bezogen.
Zu dieser Zeit hatte Heth die beiden anderen Brigaden der Division in das Gefecht eingeführt. Dabei war auch das 26. North Carolina Regiment, mit 820 Mann das stärkste der Nord-Virginia-Armee, das am Ende des ersten Tages 212 Mann und am Ende der Schlacht noch 118 Köpfe zählte. Heth selbst erhielt einen Kopfschuss und blieb den Rest der Schlacht dienstunfähig. Die Division übernahm Brigadegeneral Pettigrew.
Generalleutnant Hill hatte inzwischen Generalmajor William D. Penders Division in das Gefecht eingeführt, so dass das I. Korps der Union über die Seminary Ridge auf die Stadt ausweichen musste. Noch bevor dieser Angriff begann, hatten die Divisionen der Generalmajore Robert E. Rodes und Jubal Early des II. Korps unter Generalleutnant Ewell aus Norden kommend die noch in Stellung gehenden Regimenter des I. und XI. Korps der Potomac-Armee bei Barlow Knoll angegriffen.
Als die Stellungen der Union schließlich im Norden und Westen der Stadt zusammenbrachen, befahl Generalmajor Howard das Ausweichen auf den Cemetery Hill südlich der Stadt. Dort hatte er bereits beim Erreichen von Gettysburg der Division Brigadegeneral Adolph von Steinwehrs befohlen, diese Höhe auf jeden Fall zu halten. Dadurch konnten Bewegungen, die teilweise auch Flucht waren, aufgehalten und die Truppenteile reorganisiert werden.
Lee hatte das Schlachtfeld gegen 14:30 Uhr erreicht und das defensive Potential der Höhen südlich der Stadt für die Union erkannt. Er forderte deshalb A.P. Hill auf, den bisher erfolgreichen Angriff fortzusetzen, und befahl Ewell, Cemetery Hill und Culps Hill zu nehmen, wenn das durchführbar sei – „if practicable“. Hill konnte den Angriff jedoch nicht fortsetzen, da seine Truppen schwere Verluste erlitten hatten und kaum noch über Munition verfügten. Die dritte Division des II. Korps würde erst gegen Abend den Raum westlich von Gettysburg erreichen.
Ewell unternahm nichts, um die Voraussetzungen für den Angriff zu schaffen. Aber ohne diese Voraussetzungen war die Erstürmung der beiden Hügel eben nicht durchführbar. Ewell überprüfte die Anweisung „if practicable“ gewissenhaft und entschied, dass ein Angriff nicht möglich war und vergab dadurch die Möglichkeit, die Potomac-Armee von Culps und Cemetery Hill zu vertreiben. Für Verwirrung in der konföderierten Führungsebene sorgten dabei auch angebliche Sichtungen von US-Truppen am York Pike, in Ewells Rücken und Flanke. Diese stellten sich als gegenstandslos heraus, führten aber dazu, dass zeitweise zwei von Ewells Brigaden zum Schutz gegen die mutmaßliche Bedrohung abgestellt wurden.
25.000 konföderierte und 18.000 Soldaten der Union hatten sich am 1. Juli gegenübergestanden. Lee hatte einen ersten großen Erfolg errungen. Er traf sich am Nachmittag mit dem Kommandierenden General seines I. Korps, Generalleutnant Longstreet, dessen erste Division erst am Vormittag des nächsten Tages nach zirka 28 km Marsch im Raum Gettysburg eintreffen würde. Trotz anderer Vorschläge Longstreets entschied sich Lee, die Schlacht am nächsten Tag auf den Flügeln wieder aufzunehmen.

### Zweiter Tag (2. Juli)
Während der Nacht und am Morgen des 2. Juli erreichten die meisten der Infanteriedivisionen beider Armeen das Schlachtfeld, einzig Longstreets 3. Division unter Generalmajor George Pickett würde erst am späten Nachmittag eintreffen.
Generalmajor Meade verteidigte mit dem XII. Korps auf Culps Hill, links davon mit den Resten des I. und XI. Korps auf Cemetery Hill, weiter nach Süden mit dem II. Korps entlang der Cemetery Ridge und anschließend daran mit dem III. Korps unter Generalmajor Daniel E. Sickles bis zum Little Round Top.
Lees Operationsplan sah für diesen Tag Angriffe auf beiden Flügeln der Potomac-Armee vor. Longstreet sollte mit drei Divisionen, davon Andersons Division aus Hills III. Korps, den linken Flügel rittlings der Emmitsburg Road nach Nordosten angreifen. Hill sollte außerdem das Zentrum der Unionslinien bedrohen und dafür sorgen, dass die Potomac-Armee keine Truppen von dort auf die Flügel verlegen konnte. Ewells Aufgabe war es, mit zwei Divisionen den rechten Flügel zu beschäftigen und zum Angriff übergehen, wenn sich eine „favorable opportunity“ ergab. Mangels genauer Aufklärung wegen der fortdauernden Abwesenheit von Stuarts Kavalleriekorps, griff Longstreets linke Division unter Generalmajor Lafayette McLaws nicht die linke Flanke der Union, sondern frontal Sickles’ III. Korps an.

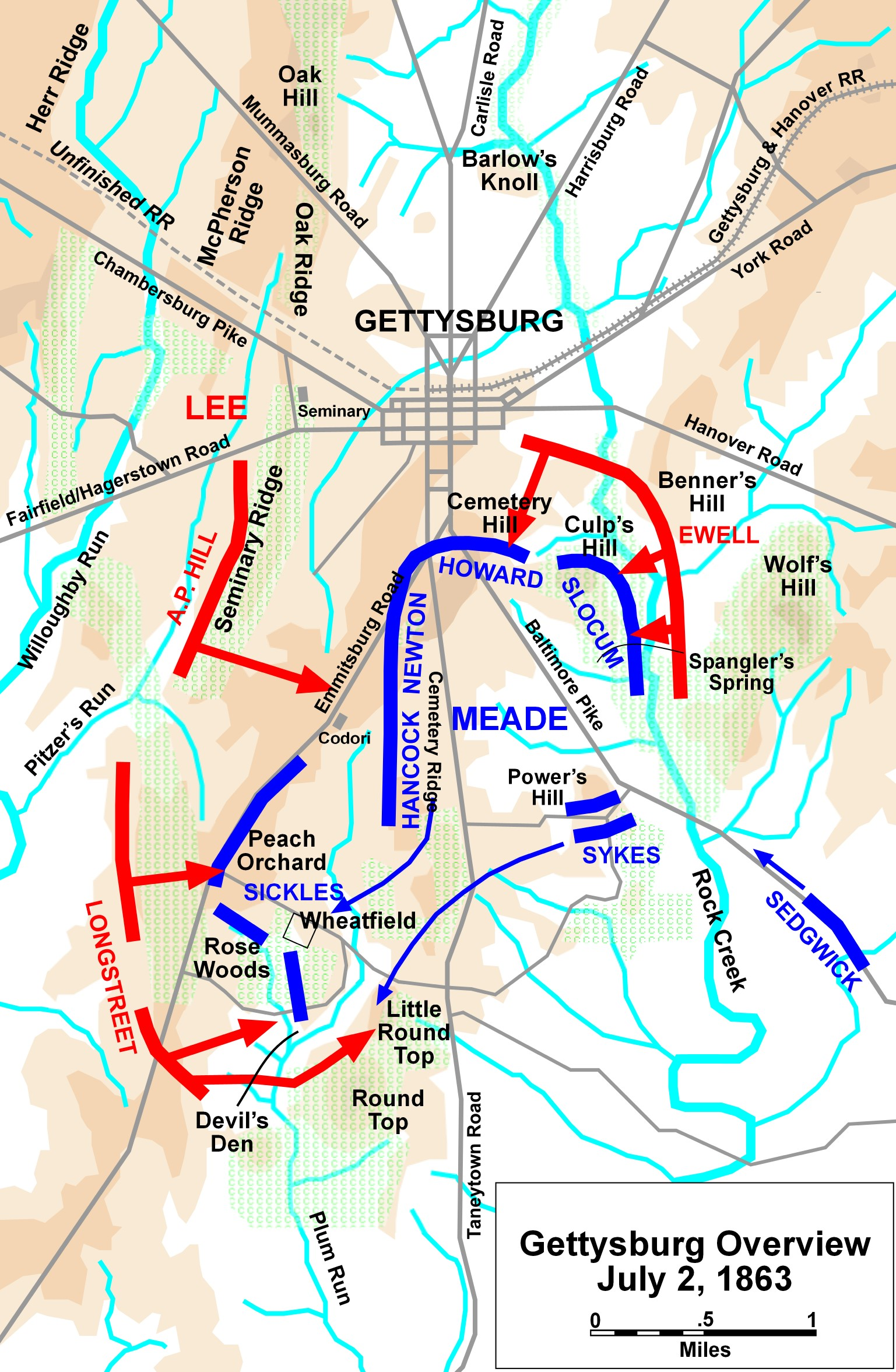
Kampfhandlungen am 2. Tag.rot: konföderierte Truppen
blau: Unionstruppen

Sickles hatte eigenmächtig Stellungen westlich der Cemetery Ridge bezogen, weil das Gelände dort etwas erhöht war. Er wollte vermeiden, nochmals wie bei Chancellorsville tödlichem Artilleriefeuer ausgesetzt zu sein, als er das erhöhte Gelände, den „high Ground“ ‘Hazel Grove’, aufgeben musste. Durch diesen Vormarsch überdehnte Sickles jedoch die Stellungen der beiden Divisionen des III. Korps. Als Meade Sickles am Nachmittag mit den Worten
„General Sickles, this is in some respects higher ground than that of the rear, but there is still higher in front of you, and if you keep on advancing you will find constantly higher ground all the way to the mountains!“
(deutsch: „General Sickles, dieses ist in gewisser Weise höheres Gelände als das hinter Ihnen, aber es gibt noch höheres Gelände vor Ihnen, und wenn Sie weiter vorgehen, werden Sie immer wieder höheres Gelände bis hin zu den Bergen finden!“)
zur Rede stellte, war es jedoch für eine erneute Änderung der Stellungen zu spät. Meade befahl dem Pionierführer der Potomac-Armee, Brigadegeneral Gouverneur Kemble Warren, geeignete Stellungen hinter Sickles’ Korps zu erkunden. Warren erkannte die Möglichkeiten, die die beiden Round Tops bieten würden, und empfahl dem Kommandierenden General des V. Korps, Generalmajor George Sykes, sofort Truppen dorthin zu schicken, um eine Katastrophe für die gesamte Potomac-Armee abzuwenden. Sykes reagierte sofort und befahl die 1. Division des Korps zu den Tops.

#### Angriffe auf dem linken Flügel der Potomac-Armee
Longstreet sollte so früh wie möglich angreifen; der Angriffsbeginn verzögerte sich jedoch, weil Longstreet auf das Eintreffen einer Brigade warten musste und während der Annäherung eine Beobachtungsstation auf dem Little Round Top erkannt wurde. Um unerkannt zu bleiben, mussten die Truppen zurück. Als Generalmajor John B. Hood gegen 16:00 Uhr die Stellungen Sickles’ erkannte, wollte Hood den Operationsplan ändern und ostwärts der Round Tops nach Norden angreifen, was Longstreet ablehnte. Schließlich griff Hood eigenmächtig gegen 16:30 Uhr die beiden Tops und Devils Den an.

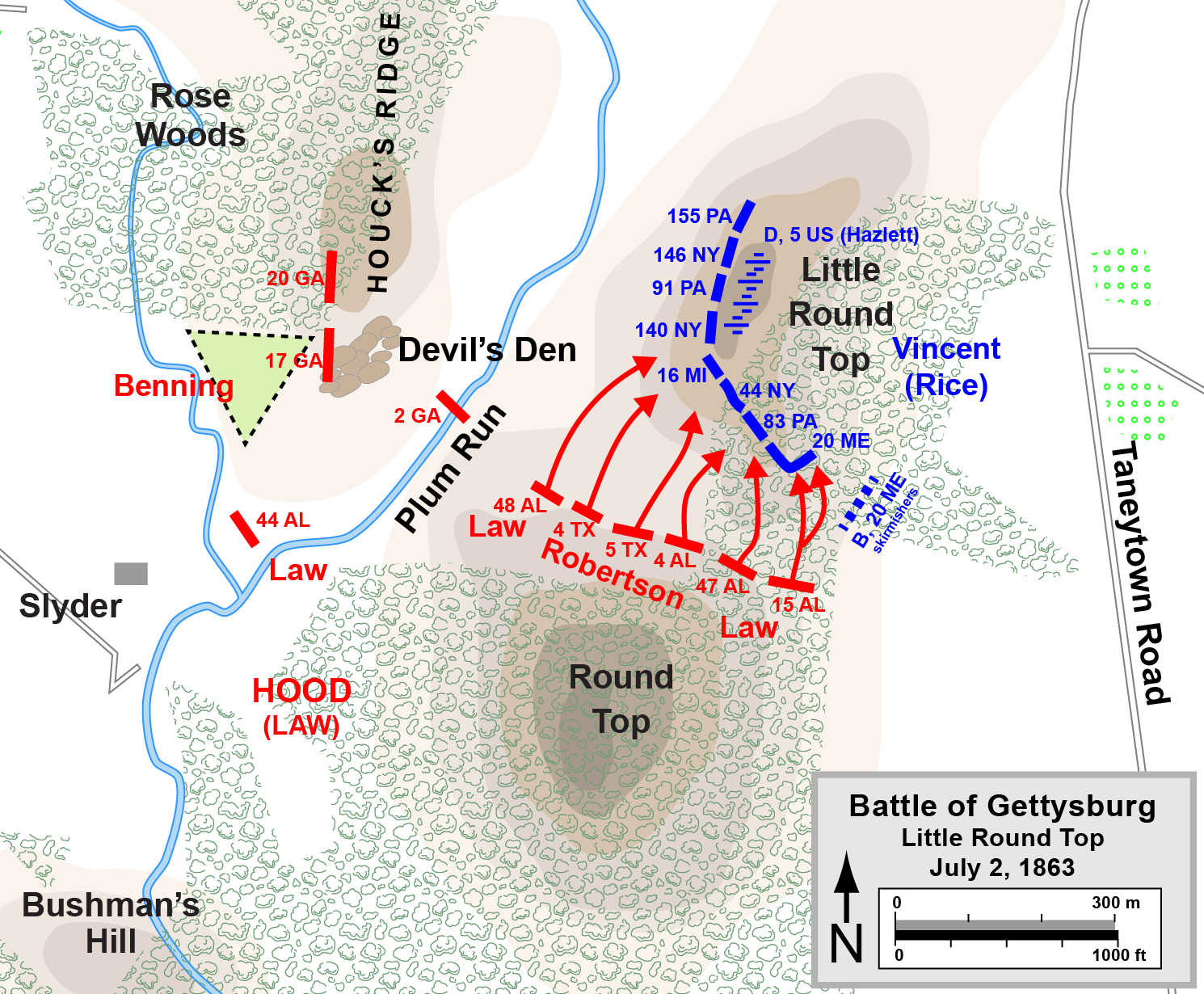
Der Angriff der Konföderierten (rot) auf die äußerste linke Flanke der Union (blau) am Little Round Top am zweiten Tag der Schlacht

Nach der Einnahme von Devils Den griff die Alabama-Brigade unter dem Kommando Brigadegeneral Evander McIvor Laws mit Unterstützung zweier texanischer Regimenter der Brigade Jerome Bonaparte Robertsons in Richtung auf die Tops an. Schnell erreichte das 15. Alabama Regiment die Höhe des Big Round Top und begann sofort mit der Annäherung an den Little Round Top, als es unter mörderisches Feuer geriet. Das 20. Maine Regiment aus der Brigade Oberst Strong Vincents war nur zehn Minuten vorher auf dem Hügel eingetroffen. Der Kommandeur des 15. Alabama Regiments, Oberst William C. Oates, erkannte die Bedeutung des Little Round Top und versuchte wiederholt, die Stellung des 20. Maine Regiments unter Oberst Joshua Lawrence Chamberlain rechts zu umgehen, was nicht gelang. Als dem 20. Maine schließlich die Munition ausging, befahl Chamberlain einen Bajonettangriff, der das 15. Alabama auf dessen Ausgangsstellungen zurückwarf. Nach und nach trafen weitere Verbände der 1. Division des V. Korps ein und die Lage an den Tops konnte stabilisiert werden. Der Angriff Hoods bei Devils Den war verlustreich, aber erfolgreich, konnte jedoch nicht weiter auf die Tops vorangetrieben werden.

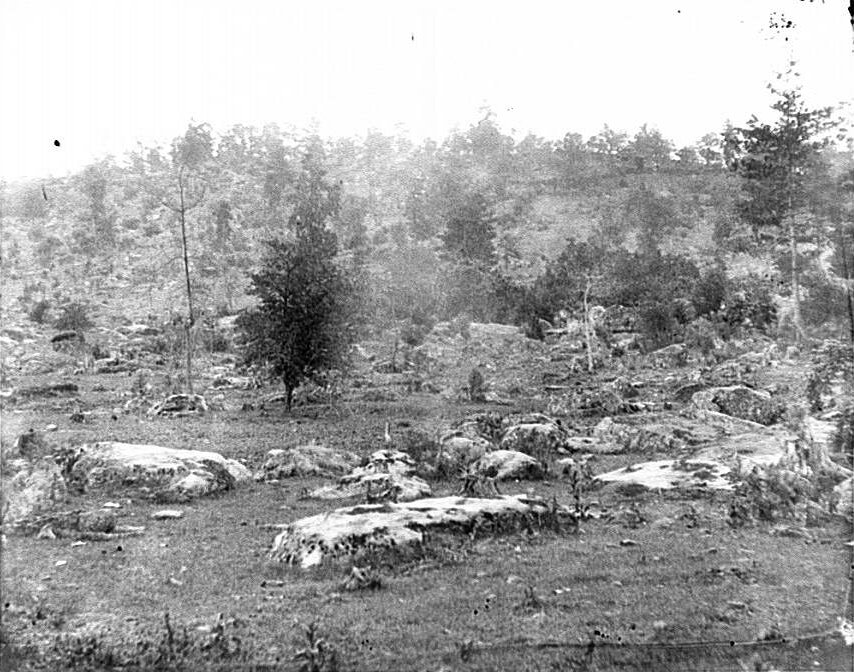
Westhang des Little Round Tops, Fotografie von Timothy H. O’Sullivan, 1863

Nachdem Hoods Brigaden gegen 17:00 Uhr Devils Den genommen hatten, griff Laws Division das III. Korps, das inzwischen durch Brigaden des V. Korps verstärkt worden war, bei einem Weizenfeld und einer Pfirsichplantage an. Die Unionsverbände wurden gegen 17:30 Uhr aus dem Weizenfeld nach Osten gedrängt, gleichzeitig gelang den Konföderierten ein Einbruch an der Plantage. Die Truppen des III. und V. Korps befanden sich in Auflösung und flohen nach starken Verlusten in Richtung der nördlich der Tops liegenden Cemetery Ridge, des wegen des ‘High Grounds’ an der Pfirsichplantage am Mittag von Sickles aufgegebenen Gebietes.
Eine von Meade befohlene Verstärkung aus dem II. Korps, Brigadegeneral John C. Caldwells Division, erreichte gegen 18:00 Uhr den Kampfraum, und es gelang, den Angriff des konföderierten Korps kurzfristig zu stoppen. Die Konföderierten griffen gegen 19:30 Uhr erneut durch das Weizenfeld an und wurden wiederum durch einen Gegenangriff am nördlichen Ende des Little Round Top abgewehrt. Die dritte für den Angriff bereitgestellte Division Andersons aus A.P. Hills Korps begann den Angriff nördlich der Pfirsichplantage gegen die rechte Flanke von Sickles Korps gegen 18:00 Uhr. Die beiden dort eingesetzten Unions-Brigaden mussten ausweichen. Diese Ausweichbewegung war der Auslöser für den Zusammenbruch des gesamten rechten Flügels des III. Korps.
Um Zeit für die Vorbereitung der Verteidigung entlang Cemetery Ridge zu schaffen, befahl der Kommandierende General des II. Korps, Generalmajor Winfield Scott Hancock, dem 1. Minnesota-Regiment, die angreifenden Konföderierten durch einen Gegenangriff aufzuhalten. Trotz erdrückender Überlegenheit der Südstaatler trat das Regiment an und verlor innerhalb weniger Minuten 224 von 262 Mann und erlitt damit den prozentual höchsten Verlust, den jemals ein Regiment des US-Heeres erlitten hatte. Wilcox’ Südstaatenbrigade wurde gestoppt. Die beiden anderen am linken Flügel von Andersons Division eingesetzten Brigaden fanden jedoch schnell die Lücke, die sich durch den Zusammenbruch ergeben hatte, und drängten auf Cemetery Ridge. Für kurze Zeit waren dort General Meade und sein Stab die einzigen Verteidiger der Union. Ob die Südstaatler die Kuppe der Cemetery Ridge erreicht hatten, ist historisch umstritten – vieles spricht jedoch dafür. Brigadegeneral Ambrose R. Wright konnte den Höhenrücken jedoch nicht halten, da er keine Verstärkungen erhielt. Die links von Wright eingesetzten Brigaden gingen nur zögernd vor oder blieben stehen. Sogar den ausdrücklichen Befehl Andersons, weiter vorzugehen, ignorierte einer der Brigadekommandeure. Schließlich musste Wright wieder auf die Emmitsburg Road ausweichen. Der Kampf fand bei Einbruch der Dunkelheit auf ganzer Breite ein Ende. Während dieses Angriffs wurde Generalmajor Pender am Bein getroffen, als er die Front seiner Division, die sich zur Unterstützung des Angriffs formierte, abritt. Pender starb an den Folgen der Amputation. Zunächst übernahm Brigadegeneral Lane die Division, danach wurde sie Generalmajor Trimble unterstellt.

#### Angriffe auf dem rechten Flügel der Potomac-Armee
Eine Division des I. und zwei Divisionen des XII. Korps der Union hatten am Morgen begonnen, Culps Hill mit Stellungen zu befestigen. Ewell begann die befohlene Ablenkung gleichzeitig mit Longstreets Angriff gegen 16:00 Uhr zunächst ausschließlich mit Artillerie. Generalmajor Meade ließ sich durch die Aktionen Ewells jedoch nicht beeindrucken. Meade befahl dem Kommandierenden General des XII. Korps, Generalmajor Henry W. Slocum, sein Korps zur Unterstützung der wankenden Front am linken Flügel der Armee bereitzustellen. Daraufhin zog Slocum alle Kräfte bis auf die Brigade Brigadegeneral George S. Greenes ab.

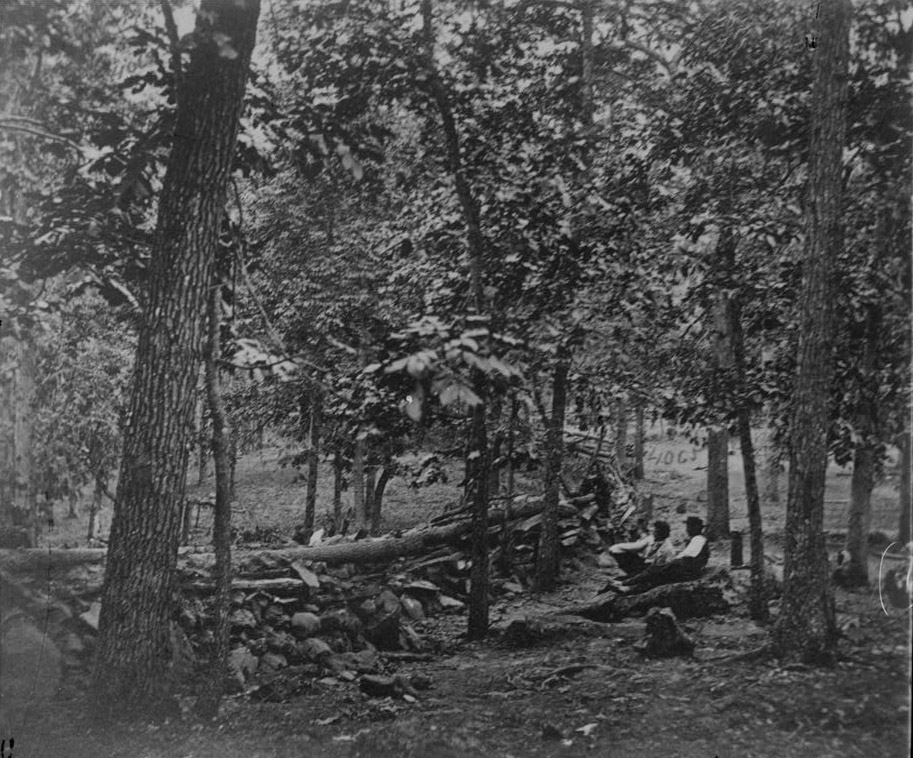
Verteidigungsstellungen am Culps Hill, 2. Juli, nachmittags

Ewell befahl den Angriff auf beide Hügel erst zu Beginn der Dämmerung gegen 19:00 Uhr. Drei Brigaden der Division Generalmajor Edward “Allegheny” Johnsons griffen Culps Hill, Earlys Division Cemetery Hill an. Die Schwierigkeiten für die Angreifer lagen in der schnell hereinbrechenden Dunkelheit, dem ansteigenden Gelände und den ausgebauten Stellungen, auf die sie am Culps Hill trafen.
Die Angriffe der beiden im Norden angreifenden Brigaden aus Johnsons Division wurden abgewehrt. Der Brigade des Brigadegenerals George Hume Steuart im Süden gelang es, die Stellungen der Unionstruppen südlich zu umgehen. Hier verteidigte, ähnlich wie das 20. Maine Regiment am anderen Ende der Potomac-Armee, das 137. New York Regiment unter Oberst David Ireland am äußersten rechten Ende der Armee. Es gelang dem Regiment unter großen Verlusten, die rechte Flanke der Armee mit nur geringen Geländeverlusten zu halten.
Da die Truppen nicht gewohnt waren, in der Dunkelheit zu kämpfen, kam es zu verlustreichen Zwischenfällen:
Das 1. North Carolina Regiment feuerte auf das 1. konföderierte Maryland Regiment. Als die Reste des XII. Korps in ihre Stellungen zurückkehrten, fanden die Soldaten diese von Konföderierten besetzt. Um diesem Durcheinander ein Ende zu bereiten und um weitere Verluste zu vermeiden, beendeten die Divisionskommandeure auf beiden Seiten gegen 23:00 Uhr das Gefecht, um bei Tagesanbruch aus den erreichten Positionen weiter zu kämpfen.
Earlys Brigaden gelang es am Cemetery Hill, bis auf die Höhe vorzustoßen und mehrere Geschütze zu erbeuten. Zwei neu herangeführte Unionsregimenter beendeten das Handgemenge der Infanterie mit den Geschützbedienungen. Dabei erkannte der konföderierte Brigadekommandeur, Brigadegeneral Harry T. Hays, dass es nicht mehr möglich war, Freund und Feind zu unterscheiden. Als er zudem noch von einer Brigade des II. Korps angegriffen wurde, befahl er den Rückzug an den Fuß des Hügels. An dem Angriff auf Cemetery Hill sollte auch Rodes Division teilnehmen. Diese hatte jedoch ihre Ausgangsstellungen erst nach Einbruch der Dunkelheit erreicht. Nach dem Ende der Kampfhandlungen war der Cemetery Hill wieder in der Hand der Potomac-Armee.
Die Südstaatler hatten am Culps Hill eine große Gelegenheit verpasst – die Hauptverbindungslinie der Potomac-Armee verlief auf dem Baltimore Pike, nur 600 m von den Stellungen des 137. New York Regiments entfernt.
Stuarts Kavallerie war am Nachmittag des 2. Juli im Raum Gettysburg eingetroffen, konnte jedoch nicht in das Geschehen eingreifen. Da durch diese Bewegung auch die restliche Kavallerie der Potomac-Armee im Raum Gettysburg erschien, musste Johnson eine Brigade gegen diese neue Bedrohung abstellen.
Generalmajor Meade entschied sich nach einer Besprechung mit seinem Stab und den Kommandierenden Generalen wegen der Verluste der Potomac-Armee, die Angriffe Lees am nächsten Tag abzuwarten. Am Ende der Besprechung warnte Meade Brigadegeneral John Gibbon, inzwischen Kommandierender General des II. Korps der Union, dass, falls Lee am nächsten Tag angreifen sollte, er das vor Gibbons Korps machen würde. Meade sagte Unterstützung durch das V. und VI. Korps zu. Dem XII. Korps erlaubte Meade einen Angriff am nächsten Morgen, um die verlorenen Stellungen am Fuße Culps Hills zurückzuerobern.
Lee dagegen war missgelaunt, weil er glaubte, dass seine Aufträge und Pläne nur ungenügend ausgeführt worden waren. Longstreet schlug erneut eine strategische Umgehung der linken Flanke der Potomac-Armee vor, aber Lee entschied, am nächsten Tag erneut beide Flanken anzugreifen, während Stuart links und im Rücken Ewells operieren sollte.
Die Verluste für den 2. Tag sind schwierig einzuschätzen, weil beide Armeen erst nach dem Ende der Schlacht einheitsweise die jeweiligen Stärken feststellten. Man schätzt, dass die Nord-Virginia-Armee annähernd 6.000 Mann Verluste hatte, was für die am Angriff beteiligten Divisionen Longstreets Verluste in Höhe von 30 bis 40 % bedeutete. Die Potomac-Armee verlor rund 9.000 Mann.

### Dritter Tag (3. Juli)
Lee erkannte am frühen Morgen des 3. Juli, dass sein Plan nicht durchführbar war – Longstreet war noch nicht genügend für den Angriff vorbereitet und Ewell war bereits in heftige Kämpfe am Culps Hill verwickelt. Lees Aufforderung an Ewell, das Gefecht nicht anzunehmen, kam zu spät.
Die Batterien des XII. Korps hatten in der Dämmerung begonnen, die Stellungen Steuarts für 30 Minuten zu beschießen. Dem anschließend geplanten Angriff kamen die Südstaatler jedoch zuvor. Insgesamt griffen die Soldaten Johnsons dreimal an, wurden jedoch jedes Mal abgewehrt. Die Kämpfe waren gegen 12:00 Uhr mit einem Angriff zweier Unionsregimenter beendet, der wegen Missinterpretation des Angriffbefehls frontal durchgeführt wurde. Der Kommandeur des 2. Massachusetts Regiments, Oberst Charles R. Mudge, ließ sich den Befehl wiederholen, und sagte danach:
„Well, it is murder, but it’s the order.“ (deutsch: „Na gut, es ist Mord, aber Befehl ist Befehl.“)
Während der blutigen zweitägigen Kämpfe am Culps Hill verloren die Union ungefähr 1.000 Mann und die Konföderierten 2.800 Mann – ein Fünftel, beziehungsweise ein Drittel, der jeweiligen Mannschaftsstärke.
Ermutigt durch die Tatsache, dass den konföderierten Truppen am Tag zuvor beinahe der Durchbruch rechts des Zentrums der Potomac-Armee gelungen war, entschied Lee sich in Abänderung des Planes vom Vortag für einen Angriff auf die Mitte des Gegners.

#### Picketts Charge
170 konföderierte Geschütze begannen um 13:00 Uhr ein zweistündiges Bombardement der Artilleriestellungen zwischen Cemetery Hill und den Round Tops entlang der Cemetery Ridge. Zunächst erwiderten 80 Geschütze der Potomac-Armee das Feuer, aber bald befahl der Kommandeur der Artillerie, Brigadegeneral Henry J. Hunt, das Feuer einzustellen, um für den zu erwartenden Angriff der Infanterie noch genügend Munition vorrätig zu haben. Obwohl das Feuer der Konföderierten wegen der schlechten Sichtverhältnisse meist zu hoch lag, waren die Verluste auf beiden Seiten erheblich.

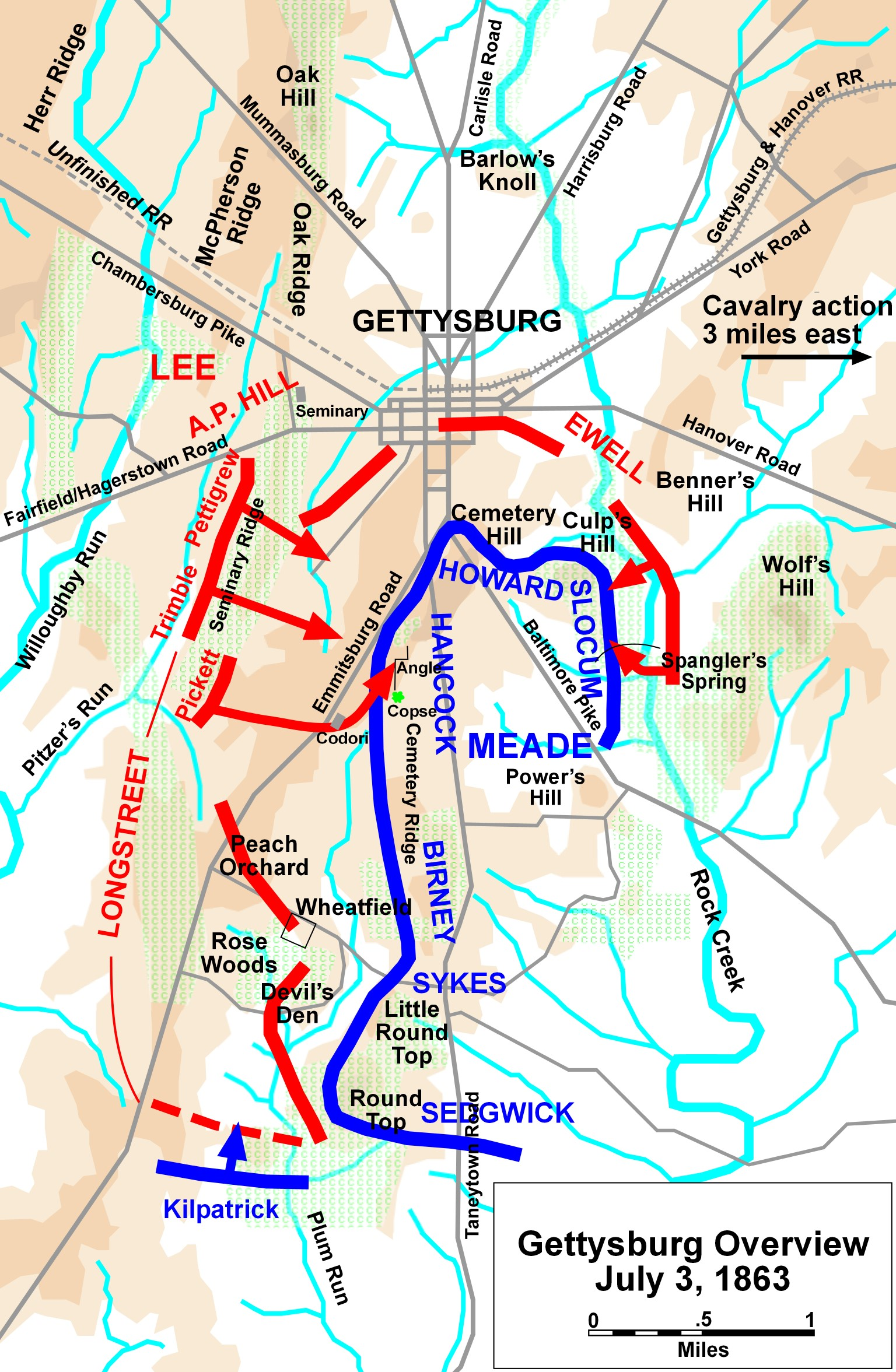
Kampfhandlungen am 3. Tag.rot: konföderierte Truppen
blau: Unionstruppen

Die Artillerie hatte sich gegen 15:00 Uhr nahezu verschossen und der Angriff der Infanterie begann. Am Angriff nahmen unter Longstreets Führung Picketts Division aus dem I. Korps sowie Pettigrews (vormals Heths) Division und Teile von Isaac R. Trimbles (vormals Penders) Division aus dem III. Korps A.P. Hills teil. Die Gesamtstärke der eingesetzten Truppen betrug annähernd 12.000 Mann. Der Angriff begann an der Seminary Ridge auf einer Breite von mehr als einer Meile. Die Brigaden gingen langsam über einen Kilometer offenes Gelände nach Osten auf die Stellungen der Union an der Cemetery Ridge vor.
Sofort nach Überschreiten der Seminary Ridge eröffneten die Unionsbatterien entlang der Cemetery Ridge das Feuer auf die konföderierten Soldaten. Besonders das flankierende Feuer vom Cemetery Hill und nördlich des Little Round Top riss große Lücken in die angreifenden Linien. Als die Angreifer nur noch 360 m entfernt waren, schoss die Artillerie mit Kartätschen, und die Unionsinfanterie beteiligte sich mit Musketenfeuer. Die Konföderierten verkürzten die Linie auf eine halbe Meile und griffen weiter an. Picketts Division drehte nach Nordosten ein. Dadurch bot die Division den Unionsbatterien die Flanke, die jetzt parallel zu den Linien der Angreifer feuern konnten. Pettigrews linke Flanke sah sich plötzlich einem Flankenangriff des 8. Ohio Regiments ausgesetzt, der dazu führte, dass die links eingesetzte Brigade zu den Ausgangsstellungen am Seminary Ridge flüchtete.

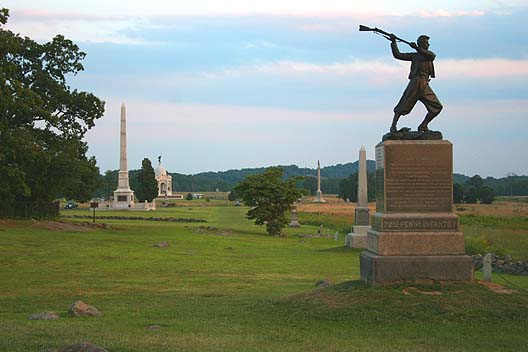
High Water Mark heute

Die angreifenden Konföderierten drängten sich im Zentrum immer mehr zusammen und bildeten eine 15 bis 30 Mann tiefe Formation. An einem niedrigen Steinwall, der hier einen rechten Winkel beschrieb, brachen schließlich rund 200 Mann unter der Führung Brigadegeneral Lewis A. Armisteads in die Stellungen der Unionsinfanterie ein und erreichten die ersten Artilleriestellungen. Im Gegenangriff wurden die Konföderierten wieder aus den Stellungen geworfen. Dieser Teil des Steinwalles – wegen des Winkels „The Angle“ genannt – wurde später als „High Water Mark of the Confederacy“ (deutsch: „Hochwassermarke der Konföderation“) bekannt.
Die restlichen Einheiten und Verbände der Konföderierten wichen langsam auf die Seminary Ridge zurück, als klar wurde, dass keine Verstärkungen nachgeführt wurden. Der gesamte Angriff, später Picketts Charge genannt, dauerte wenig mehr als eine Stunde.
Als Generalmajor Pickett sich bei Lee zurückmeldete, befahl dieser, sich mit seiner Division auf einen Gegenangriff der Potomac-Armee vorzubereiten. Pickett antwortete darauf:
„General Lee, I have no division now.“ (deutsch: „General Lee, ich habe keine Division mehr.“)
Die Verluste der Konföderierten waren enorm – nahezu 5.600 Mann, darunter alle drei Brigade- und alle 13 Regimentskommandeure aus Picketts Division. Der Gegenangriff der Union fand jedoch nicht statt. Obwohl die Verluste der Nordstaaten mit zirka 1.500 Mann deutlich geringer waren, war auch die Kampfkraft der Potomac-Armee erschöpft und Meade war zufrieden, die Stellungen gehalten zu haben.

#### Gefechte der Reiterei
Generalmajor Stuart sollte mit der konföderierten Kavallerie die linke Flanke der Nord-Virginia-Armee überwachen und die Hauptverbindungslinie im Rücken der Potomac-Armee unterbrechen. Drei Meilen ostwärts von Gettysburg traf Stuart mit vier Brigaden, ungefähr 3.430 Reiter mit 13 Kanonen, gegen 13:00 Uhr auf Brigadegeneral David McMurtrie Greggs Division, verstärkt durch Brigadegeneral George A. Custers Brigade, rund 3.250 Reiter. Stuart griff sofort mit dem 1. Virginia Regiment an, wurde jedoch im Gegenangriff durch das 7. Michigan Regiment unter Custers persönlicher Führung – “Come on, you Wolverines!” – im Kampf mit Pistole und Säbel zurückgeworfen. Durch Verstärkungen gelang es Stuart, Custers Reiter in die Flucht zu schlagen.
Stuart befahl einen erneuten Angriff mit der Masse der Brigade Brigadegeneral Wade Hamptons. Mit gezogenen Säbeln griffen die Reiter Hamptons das 7. Michigan Regiment an. Gregg ließ darauf die Flanken Hamptons angreifen. Von drei Seiten bedrängt wichen die konföderierten Reiter auf die Ausgangsstellungen aus.
Das gesamte Gefecht dauerte ungefähr 40 Minuten. Obwohl ein taktisches Unentschieden, bedeutete das Gefecht eine strategische Niederlage Lees, weil es Stuart nicht gelang, in den Rücken der Potomac-Armee zu gelangen.
Die Kavalleriedivision der Union unter Brigadegeneral Hugh J. Kilpatrick griff gegen 15:00 Uhr die Stellungen von Hoods Division aus Süden beiderseits der Emmitsburg Road an. In mehreren Wellen ließ Kilpatrick die Kavallerieregimenter gegen Infanterie in Stellungen zunächst aufgesessen, später abgesessen angreifen. Die Konföderierten wiesen alle Angriffe ab, und ein Leutnant eines Alabama-Regiments feuerte seine Soldaten mit den Worten „Kavallerie, Jungs, Kavallerie! Das ist kein Kampf, das ist ein Scherz, gebt’s ihnen!“ an.
Diese schlecht durchdachten und ausgeführten Kavallerieangriffe markierten den Tiefpunkt in der Geschichte der Unionskavallerie und die letzten bedeutenden Feindseligkeiten der Schlacht von Gettysburg.

### Nach der Schlacht

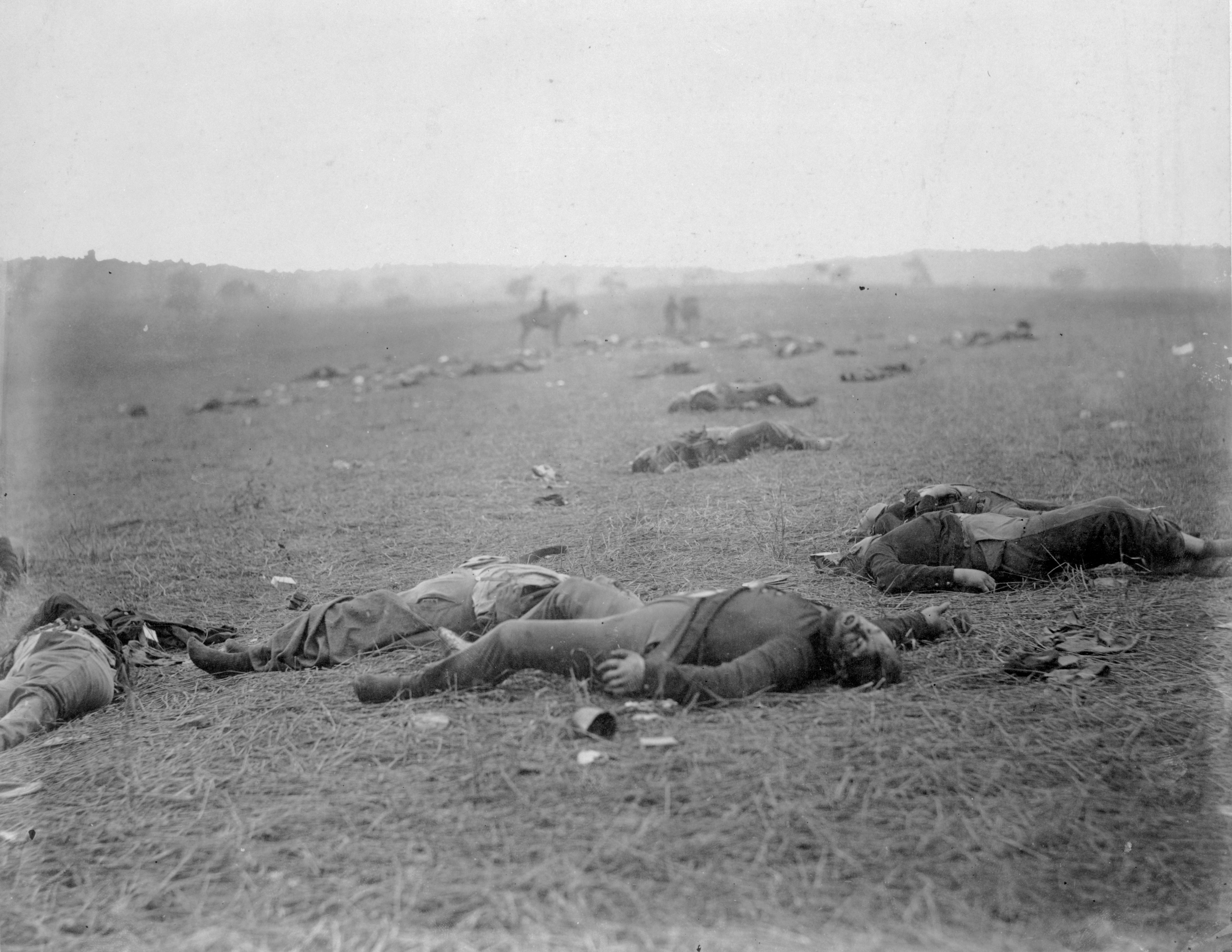
Gefallene Unions-Soldaten bei Gettysburg

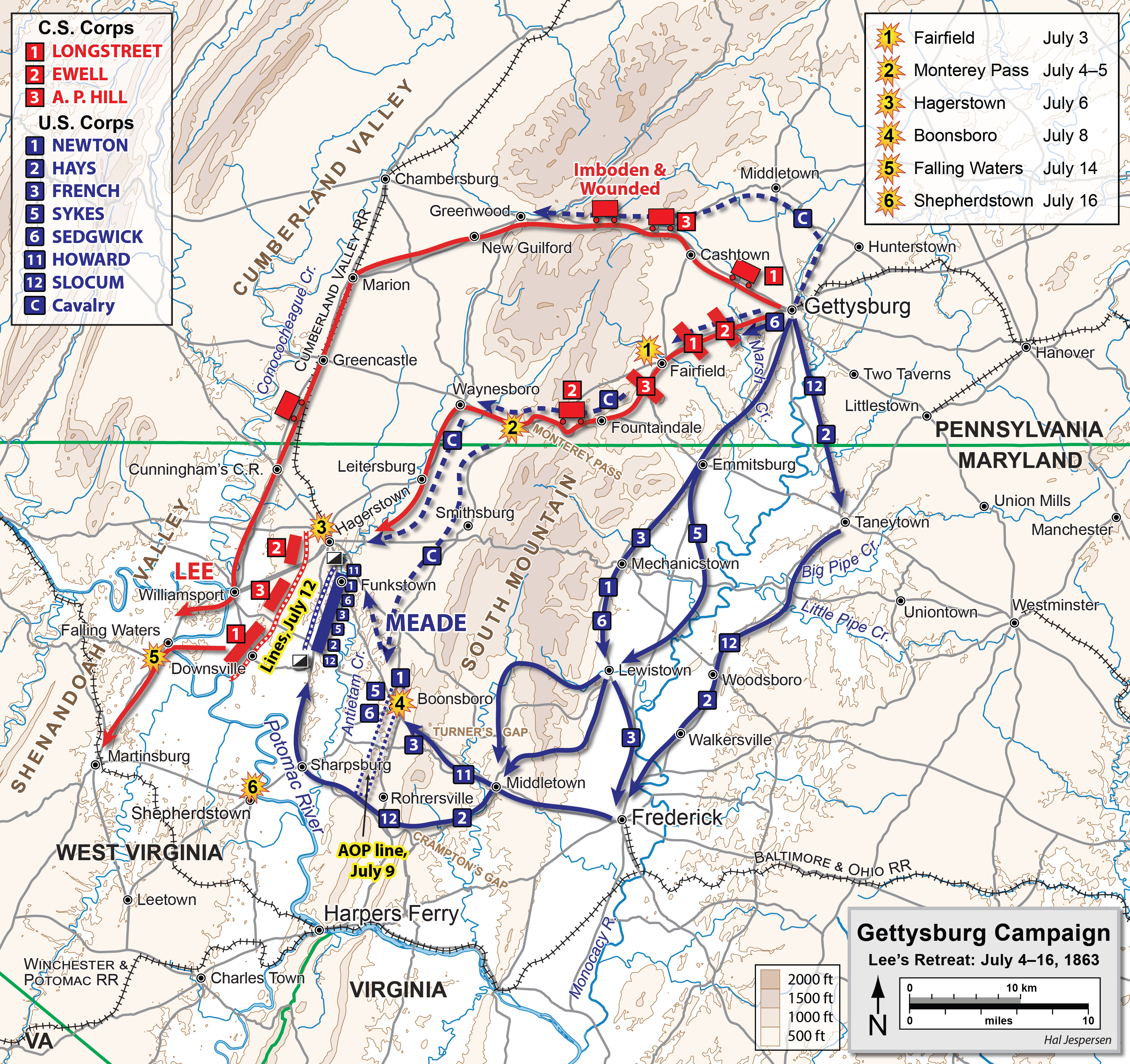
Ausweichen der Nord-Virginia-Armee nach Virginia vom 4. – 14. Julirot: konföderierte Truppen
blau: Unionstruppen

Die Nord-Virginia-Armee hatte sich am 4. Juli in Erwartung, dass Meade angreifen würde, zur Verteidigung eingerichtet. Dieser entschied sich jedoch gegen das Risiko eines Angriffs, was ihm später heftige Kritik einbrachte.
Die Nord-Virginia-Armee verließ bei strömendem Regen am Abend die Stellungen und marschierte auf der Fairfield Road zum South Mountain und von dort über die Städte Hagerstown und Williamsport, beide in Maryland, nach Virginia. Während des Rückzuges galt Lees besondere Aufmerksamkeit den Verwundeten und den Versorgungskolonnen, Ersteres aus der Verantwortung als Führer, Letzteres, weil diese die einzige Möglichkeit darstellten, die Armee zu weiteren Kämpfen zu befähigen. Es gelang Lee, die teilweise unter erbarmungswürdigen Bedingungen – noch nicht einmal Stroh auf den Wagen und zu wenig Sanitäter für die Betreuung – transportierten Verwundeten, die zirka 5.000 Gefangenen, die erbeuteten Waffen und Munition und die Versorgungsfahrzeuge mit nur geringen Verlusten nach Virginia zu bringen.
Meade folgte Lee nur halbherzig. Selbst als der Hochwasser führende Potomac Lee zwang, auf dem nördlichen Ufer zu verbleiben, dauerte es zu lange, bis die Potomac-Armee heran war. Das Gefecht mit der Nachhut am 14. Juli bei Falling Waters im heutigen West Virginia beendete den Gettysburg-Feldzug.

## Gründe der Niederlage und Folgen
Lee hatte die Schlacht bei Gettysburg nicht gewollt. Das kam in seiner Befehlsgebung am 1. Juli deutlich zum Ausdruck, in der Lee immer darauf hinwies, dass Longstreets Korps noch nicht verfügbar war. Die Schlacht begann, um einen heutigen Begriff zu verwenden, als Begegnungsgefecht. Sowohl A.P. Hill als auch der später vor Ort eintreffende Lee erkannten, dass die Nord-Virginia-Armee in diesem Moment ausreichend überlegen war, um das Gefecht zu ihren Gunsten zu entscheiden. Auch wenn die erste Gelegenheit, den Gegner zu schlagen, versäumt wurde, glaubte Lee nur durch Angriff die Initiative behalten zu können.
„No, the enemy is there, and I am going to attack him there.“ (deutsch: „Nein, der Feind ist dort und ich werde ihn auch dort angreifen.“)

### Fehler und Probleme der Konföderierten

#### Umgliederung der Nord-Virginia-Armee
Lee hatte schon lange an eine Umgliederung der Nord-Virginia-Armee gedacht, weil ihm die Korps zu groß und entsprechend schwierig zu führen waren. Ein Kandidat für den Dienstposten eines Kommandierenden Generals war nach der Schlacht am Antietam A.P. Hill. Nach dem Tode Stonewall Jacksons wurde die Personallage knapp. Übrig blieben als geeignete Kandidaten nur noch Hill und der gerade genesene Ewell. Hill hatte bereits unter Lees direktem Kommando eine Division geführt, Ewell war Divisionskommandeur unter Jackson gewesen. Beide hatten noch nie ein Korps im Gefecht geführt. Präsident Davis genehmigte die Umgliederung und am 30. Mai befahl Lee im Besonderen Befehl Nr. 146 die neue Organisation. Hills III. Korps bestand aus zwei neu gebildeten Divisionen mit neuen Divisionskommandeuren und Andersons Division aus Longstreets Korps. Ewells II. Korps bestand aus den Divisionen aus Jacksons ehemaligen Korps mit den erfahrenen Divisionskommandeuren. Aufgrund dieser tiefgreifenden Umgliederung war die Zusammenarbeit innerhalb der Führungsebenen der Nord-Virginia-Armee nicht mehr so erprobt wie zuvor.
Ewell, beispielsweise, hatte bis dato unter dem nach der Schlacht bei Chancellorsville verwundeten und kurz darauf an Lungenentzündung verstorbenen Generalleutnant Jackson gedient und war mit Lees Befehlsgebung nicht vertraut. Lee gewährte den ihm direkt unterstellten Truppenführern einen großen Ermessensspielraum. Ewell konnte mit diesem Ermessen nichts anfangen. Unter Jackson hatte es so etwas nicht gegeben; dieser hatte detailliert befohlen und nichts in das Ermessen seiner Truppenführer gestellt. Deshalb unternahm Ewell am 1. Juli nichts, um die Möglichkeit eines erfolgversprechenden Angriffs herbeizuführen. Dabei spielten allerdings auch falsche Aufklärungssichtungen eine Rolle, laut denen Truppen der Nordstaaten in Ewells Rücken bei York Road waren.

#### Fehlende Aufklärung
J.E.B. Stuarts Kavallerie war Lees wichtigstes Aufklärungsmittel. Lee hatte Stuart am 23. Juni das weitere Vorgehen befohlen, die Durchführung Stuart überlassen, da dieser die Lage besser beurteilen könne. Lee hatte Stuart angewiesen, die Verbindung zum rechten Flügel des II. Korps unbedingt herzustellen, sobald sich die Potomac-Armee zu bewegen begann. Lee konnte nicht voraussehen, dass Stuart diese Gelegenheit zu einem erneuten Husarenritt um die Potomac-Armee nutzen und einen eindeutigen Auftrag missachten würde. Da Stuart sich am 30. Juni ostwärts der Potomac-Armee befand, hatte Lee keine Erkenntnisse über das Verhalten des Gegners. Die gewaltsame Aufklärung am 1. Juli wäre sicherlich unterblieben, hätte Lee geahnt, dass es sich bei der vermeintlichen pennsylvanischen Miliz um eine Kavalleriedivision, dicht gefolgt von zwei Korps der Potomac-Armee handelte.

#### Mangelnde Konzentration
Seit Herbst 1862 hatte die Nord-Virginia-Armee mehrere Brigaden an andere Wehrbereiche abgeben müssen. Bei der Planung seiner Offensive nach Pennsylvania versuchte Lee, diese Verbände wieder der Armee zuzuführen. Hier kam es allerdings zu Problemen mit Präsident Davis und General Daniel H. Hill, der den Wehrbereich North Carolina befehligte. Hill schlug vor, geschwächte Brigaden der Nord-Virginia-Armee gegen frische Brigaden aus dem Wehrbereich auszutauschen. Lee lehnte dies jedoch, außer in einem Fall, ab und forderte die Brigaden Ransom, Cooke, Corse und Jenkins zurück, die er lediglich als eine Art Leihgabe ansah. Theoretisch unterstand Hills Wehrbereich Lee, sodass dieser einfach die Abstellung der genannten Brigaden hätte anordnen können. Stattdessen gab er Hill einen Befehl mit Ermessensspielraum. Hill sah sich jedoch durch die ihm gegenüber stehenden Truppen der Nordstaaten bedroht und verlegte die gewünschten Truppen nicht. Daraufhin beschwerte sich Lee am 30. Mai bei Davis und bat darum, von der Befehlsgewalt über Hills Wehrbereich entbunden zu werden. Schließlich erhielt Lee zwei Brigaden, allerdings nicht die, die er gewollt hatte: Ihm wurden die relativ unerfahrenen Brigaden Pettigrew und Davis unterstellt. Zwischenzeitlich sah es außerdem so aus, als ob ihm zwei weitere Brigaden unterstellt würden, allerdings wurde dies durch einen lokalen Vorstoß der Nordstaaten in der Umgebung von Richmond vereitelt.
Am 7. Juni versuchte Lee nochmals, wenigstens die Brigaden Cooke und Jenkins unterstellt zu bekommen. Am gleichen Tag wies er darauf hin, dass laut nordstaatlichen Zeitungsartikeln die Unionstruppen in South Carolina geschwächt seien und schlug deswegen vor, den dort kommandierenden General Beauregard mit dadurch freiwerdenden Truppen entweder zur Unterstützung General Johnstons nach Westen oder zu seiner Unterstützung nach Norden zu schicken. Auch dieser Vorschlag hatte jedoch keine Folgen. Lee erhielt für seinen Vorstoß nach Pennsylvania weder die von ihm erbetenen Brigaden, noch Unterstützung aus South Carolina. Welche Auswirkungen dies hatte, lässt sich nur erahnen. Allein die Mannstärke der vier von Lee so oft erbetenen Brigaden Cooke, Ransom, Jenkins und Corse lag jedoch laut Schätzungen bei mehr als 9.000 Mann.

#### Koordinationsprobleme
Lee befand sich am Abend des 1. Juli beim II. Korps und fragte Ewell im Beisein der Divisionskommandeure des II. Korps, ob er Cemetery Hill angreifen könne oder einen Angriff auf der rechten Flanke der Armee bevorzuge. Bezeichnenderweise antwortete nicht Ewell, sondern Jubal Early und Ewell nickte zu den Antworten sprachlos. Eine Entscheidung fiel nicht. Noch in der Nacht ritt Ewell zu Lee und meldete, dass er die Möglichkeit sehe, Culps Hill anzugreifen. Am 2. Juli war Ewell nicht in der Lage, die Angriffe seines Korps auf Culps Hill und Cemetery Hill zu koordinieren. Lee versäumte es hier einzugreifen und ließ Ewell die Angriffe erneut nach dessen Ermessen führen. Ewell setzte dabei die dritte Division überhaupt nicht ein.
Longstreet hatte die ursprüngliche Absicht Lees, den Gegner auf einem von den Konföderierten ausgesuchten Gelände angreifen zu lassen, tief verinnerlicht. Er schlug Lee an den ersten beiden Tagen der Schlacht vor, die Nord-Virginia-Armee zwischen Washington und die Potomac-Armee zu schieben und sich dort angreifen zu lassen. Longstreet verzögerte den Beginn des Angriffs am 2. Juli und änderte den Operationsplan selbstständig, so dass Lee zustimmen musste, die drei für den Angriff vorgesehenen Divisionen zeitlich und räumlich gestaffelt in das Gefecht einzuführen. Lee, der sich am frühen Nachmittag bei Longstreet aufhielt, tat nichts gegen das Tändeln Longstreets und ritt zu seinem Hauptquartier zurück, ohne Longstreet energisch in die Schranken zu weisen.
Auch nach dem Beginn des Angriffs am 2. Juli traten bei den Konföderierten Koordinationsprobleme auf. Der Angriff auf die linke Flanke der Unionsarmee begann aussichtsreich, jedoch brach das schrittweise Eingreifen der Brigaden (der „Angriff en échelon“) ab, als zwei Brigaden der Division Anderson den Angriff nicht wie vorgesehen aufnahmen. Dies führte dazu, dass Wrights Brigade auf Cemetery Ridge keine Unterstützung erhielt. Ähnliche Koordinationsprobleme gab es beim Angriff von Earlys Division auf Cemetery Hill am Abend des 2. Juli, als die Bewegungen der konföderierten Divisionen Rodes, Early und Pender (nach dessen tödlicher Verwundung unter General Lane) nicht gut miteinander abgestimmt waren, sodass Earlys zwei Brigaden nicht unterstützt wurden.

#### Picketts Angriff
Am 3. Juli machte zunächst Meade Lee einen Strich durch die Rechnung, als die Potomac-Armee Ewell angriff und eine gemeinsame Aktion der Nord-Virginia-Armee auf den Flügeln verhinderte. Longstreet hatte, entgegen den Befehlen Lees, einen Angriff gegen die linke Flanke der Potomac-Armee vorbereiten lassen. Da ein koordinierter Angriff unmöglich geworden war, entschloss sich Lee, das Zentrum der Potomac-Armee anzugreifen. Mit der Durchführung beauftragte Lee Longstreet. Dieser wollte den Angriff eigentlich nicht führen, weil er ihn für falsch hielt.
Picketts Angriff war aus heutiger Sicht eine absurde Operation. Noch zur Zeit der napoleonischen Kriegsführung war eine solche Attacke aber etwas ganz Normales, und gerade bei Chancellorsville hatten auch Lees Truppen immer wieder frontal die Stellungen der Potomac-Armee angegriffen und Erfolg gehabt, trotz der mittlerweile größeren Feuerkraft der Verteidiger.
Lee hatte unbegrenztes Vertrauen in das überragende Können der Nord-Virginia-Armee, besonders der große Sieg bei Chancellorsville und die Niederlage der Potomac-Armee in den Gefechten am 1. Juli ließen ihn das glauben. Aber er übersah, dass der Gegner nicht die schlecht geführte Potomac-Armee vom Mai war, sondern ein gut geführtes und tapfer kämpfendes Heer mit hoher Feuerkraft.
Pickett hatte früh erkannt, dass nach Einnahme des Angriffsziels Verstärkungen notwendig sein würden, um den Erfolg halten und ausweiten zu können. Schon während der Annäherung sandte er daher einen Offizier mit der Bitte zu Longstreet, Verstärkungen in Marsch zu setzen. Longstreet war anderweitig beschäftigt – während der gesamten Attacke kümmerte er sich angeblich mehr um Kleinigkeiten als um den Angriff. Tatsächlich stand die Division Andersons bereit. Dieser schrieb am 7. August 1863 in seinem Bericht:
„… I was about to move forward Wright’s and Posey’s brigades, when Lieutenant-General Longstreet directed me to stop the movement, adding that it was useless, …“ (deutsch: „… ich war gerade dabei, Wrights und Poseys Brigaden in Marsch zu setzen, als Generalleutnant Longstreet mir befahl, die Bewegungen anzuhalten und hinzufügte, dass das nutzlos sei, …“).
Lee hatte, wie immer nach der Erteilung des Auftrags, den Feind anzugreifen, die gesamte Durchführung in Longstreets Ermessen gestellt. Hier hätte Lee erkennen können, dass Longstreet nicht vom Erfolg des Angriffs überzeugt war, und deshalb einen anderen General mit der Durchführung des Angriffs betrauen müssen.

### Folgen der Schlacht
Grant eroberte Vicksburg einen Tag nach Picketts Charge. Lee war es zwar gelungen, Verstärkungen Grants zu verhindern, aber die nicht beilegbaren Meinungsverschiedenheiten zwischen Johnston und Jefferson Davis führten zum Fall Vicksburgs.

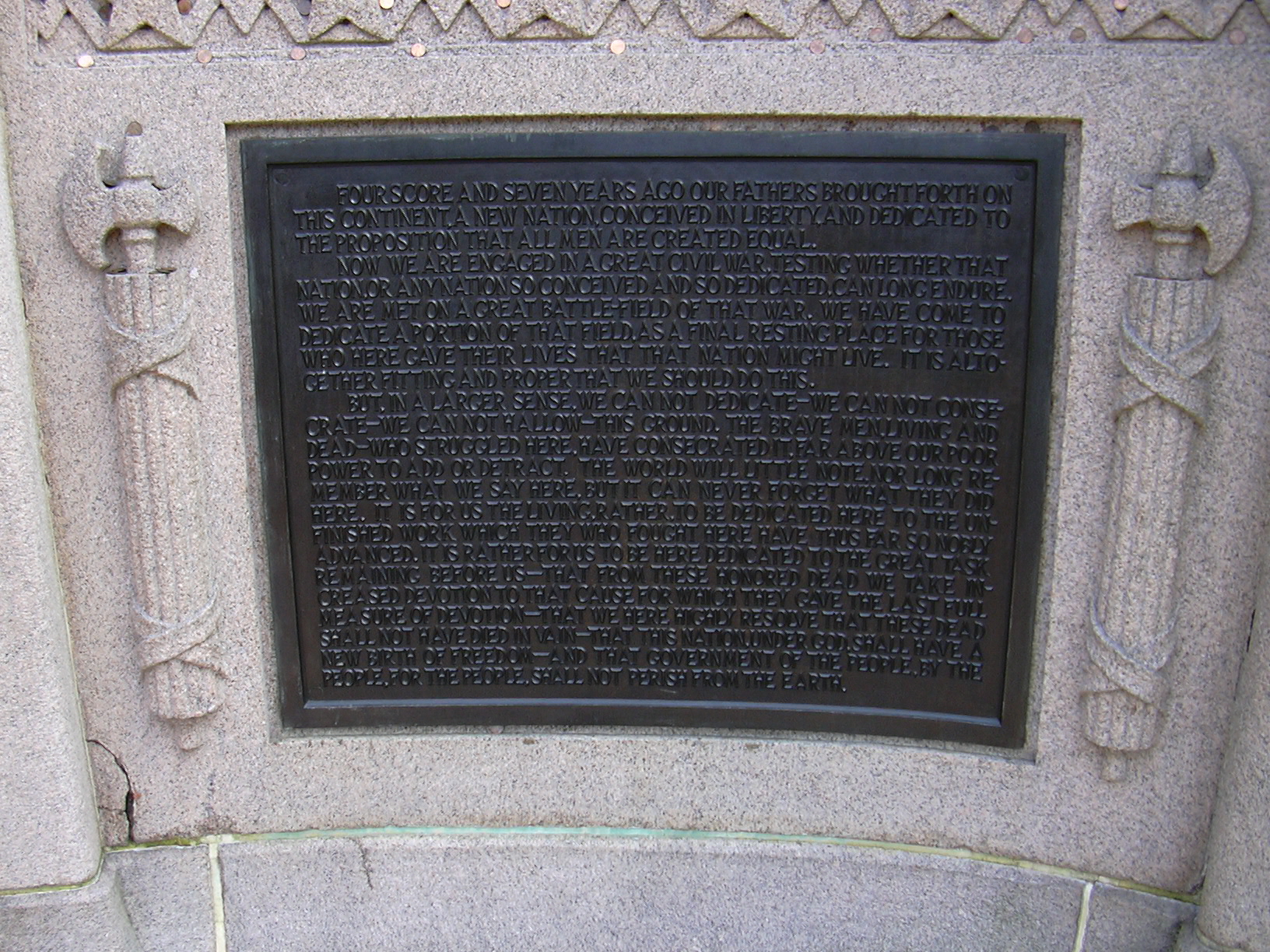
Gettysburg Address Memorial

Der Historiker James M. McPherson sieht die zeitlich nahe beieinander liegenden konföderierten Niederlagen bei Gettysburg, Vicksburg und Chattanooga als einen von vier entscheidenden „Wendepunkten“, die den schlussendlichen Ausgang des Sezessionskrieges bestimmten. Dieser Ansicht wird jedoch in Bezug auf Gettysburg von anderen Historikern widersprochen, die argumentieren, dass die Auswirkungen der Schlacht von Gettysburg auf den Kriegsverlauf gering gewesen seien. Das Grundmuster des Krieges – Erfolge der Nordstaaten auf dem westlichen Kriegsschauplatz bei einer gleichzeitigen Pattsituation im Osten – habe sich durch Gettysburg nicht geändert. Der konföderierte Einmarsch in Pennsylvania und die Schlacht von Gettysburg hätten zwar eine Möglichkeit dargestellt, aus dieser Pattsituation auszubrechen, nämlich entweder durch einen entscheidenden Sieg der Konföderierten oder durch die Vernichtung der Nord-Virginia-Armee, doch zu beidem sei es nicht gekommen. Die Bedeutung von Gettysburg liege deswegen eher darin, was hätte geschehen können, als darin, was dann wirklich geschah.
Die verheerenden Auswirkungen der Schlacht waren noch vier Monate später sichtbar, als am 19. November der Nationale Soldatenfriedhof auf dem Cemetery Hill eingeweiht wurde. Dort hielt Präsident Lincoln die berühmte Gettysburg Address, in der er die Nation aufrief, an eine gemeinsame Zukunft der Kriegsparteien zu glauben, damit kein Soldat umsonst gefallen sei für die Verteidigung der Demokratie.
Die Nord-Virginia-Armee erreichte Virginia in guter Ordnung: Die Konföderierten waren geschlagen, aber nicht entscheidend besiegt worden. Die materiellen Verluste hielten sich in Grenzen, die personellen Verluste hingegen wogen schwer. Lee gelang es dennoch, die personelle und materielle Kampfkraft der Armee weitgehend wiederherzustellen, nachdem er sie nach Virginia zurückgeführt hatte. Die Nord-Virginia-Armee kämpfte noch nahezu zwei Jahre weiter und blieb zu jeder Zeit ein gefährlicher Gegner auf dem Schlachtfeld.

### Gettysburg und „The Lost Cause“
General Lee fand für die zurückströmenden Soldaten aufmunternde Worte. Viele rissen sich bei seinem Anblick den Hut vom Kopf und ließen Lee hochleben. Zu Pickett sagte Lee:
„… this has been my fight and upon my shoulders rests the blame.“ (deutsch: „Dies war mein Gefecht und nur ich trage die Verantwortung“.)
Konsequent machte Lee keinem seiner Untergebenen in seinem Bericht über den Feldzug Vorwürfe, Schuld an der Niederlage zu tragen. Lee war nach der Schlacht niedergeschlagen. Er vernachlässigte seine Pflichten als Oberbefehlshaber der Nord-Virginia-Armee dennoch nicht und führte die geschlagene Armee kampfkräftig nach Virginia zurück. Dort angekommen, bat Lee den Präsidenten am 8. August 1863 um Ablösung.
Die Diskussion um den „Lost Cause“, eine vermeintlich gerechte Sache, für die die Südstaaten gekämpft hätten, entstand bereits mit Ende des Bürgerkrieges. Ziel dieser Ideologie war es u. a., das Selbstwertgefühl der Soldaten des Südens hoch zu halten. Militärische Niederlagen wie die von Gettysburg seien ausschließlich auf die technische und zahlenmäßige Überlegenheit der Armeen des Nordens zurückzuführen. Oftmals wird in diesem Zusammenhang auch behauptet, dass die Konföderation den Krieg ohne die Niederlage von Gettysburg gewonnen hätte. Schon bald wurde der Confederate Memorial Day eingeführt, an dem der Gefallenen des Südens gedacht wurde. Zu Beginn der 1870er Jahre gründeten Early und wenige andere ehemalige Führer der Südstaatenarmee die Southern Historical Society (SHS), die damit begann, die Kriegsziele der Südstaaten sowie die Generäle Lee und Jackson zu heroisieren.
Die New York Times schrieb 1872 einen Artikel über die Potomac-Armee. James Longstreet informierte den verantwortlichen Redakteur über Entscheidungen während der Schlacht bei Gettysburg, wie sie aus seiner Sicht hätten getroffen werden müssen. Dabei warf Longstreet General Lee entscheidende Fehler vor.
General Early griff Longstreet deshalb in einer Rede zum zweiten Todestag General Lees an der Washington-und-Lee-Universität scharf an. Early brandmarkte Longstreet als Abtrünnigen, der mit dem Kainsmal gezeichnet sei. In seiner Antwort beschuldigte Longstreet wiederum Ewell und Stuart, an der Niederlage mitschuldig zu sein. Antworten und Erwiderungen gingen hin und her, andere Persönlichkeiten des Südens meldeten sich ebenfalls zu Wort. Dem Glauben an einen „Lost Cause“ wurde neue Nahrung gegeben. 
General Longstreet eignete sich besonders als Sündenbock für die Niederlage in Gettysburg. Longstreet war in seinen Memoiren, in denen er sein Handeln zu rechtfertigen versucht hatte, nicht zimperlich mit seinen ehemaligen Kameraden aus Kriegszeiten umgegangen. Er war vor dem Krieg mit Ulysses S. Grant befreundet und ließ diese Freundschaft nach Kriegsende wiederaufleben. Außerdem trat Longstreet der Republikanischen Partei bei und unterstützte föderalistische Positionen.
Nachdem er von vielen ehemaligen Mitstreitern geächtet worden war, zog sich Longstreet aus der Öffentlichkeit zurück. Seine Reputation als Führer blieb bei den Soldaten trotzdem erhalten. Als Longstreet Jahre später zu einer Gedenkveranstaltung reiste, erkannten ihn die Veteranen und begrüßten ihn mit Beifall.
Die Diskussion um den „Lost Cause“ zog im Laufe der Jahre immer weitere Kreise und bezog außer den handelnden Personen in Gettysburg noch andere Führer der Konföderation mit ein. Sie hat erst gegen Ende des 20. Jahrhunderts an Intensität nachgelassen. Den Verantwortlichen für diese Diskussionen gelang es, Lee und Jackson bei beiden Kriegsparteien den Status von Helden zu verleihen und diesen bis heute zu bewahren. In geschichtsrevisionistischen Kreisen bleibt General Longstreet demgegenüber der Schuldige für das Scheitern südstaatlicher Unabhängigkeitsträume.

## Kulturelle Auswirkungen
Die Schlacht von Gettysburg hatte auch auf kultureller Ebene Nachwirkungen. Zahlreiche Beteiligte, insbesondere auf Seiten der Union, avancierten durch ihre Rolle in der Schlacht zu „Helden“ der Nation, wie beispielsweise Joshua Lawrence Chamberlain, John Buford oder Winfield Scott Hancock. Auf Seiten der Konföderation wurde vor allem George Pickett bekannt.
Unterstützt wurde dies durch die Umsetzung der Schlacht in Film und Literatur. Gettysburg gilt als die Schlacht des Bürgerkrieges, über die am meisten geschrieben wurde. Besonders bekannt ist der 1973 von Michael Shaara veröffentlichte Roman The Killer Angels. Der Autor schildert darin die Schlacht und legt besonderes Augenmerk auf die Rolle des 20. Maine−Regiments und seines Kommandeurs Oberst Chamberlain. Das Buch wurde mit dem Pulitzer-Preis ausgezeichnet und 1993 unter dem Titel Gettysburg verfilmt. Daneben ist Gettysburg das Thema zahlreicher Computerspiele, und die Power-Metal-Band Iced Earth verarbeitete die Schlacht musikalisch in einer halbstündigen Suite namens Gettysburg 1863 (auf dem Album The Glorious Burden).
Rund um das Schlachtfeld und den Soldatenfriedhof, bei dessen Eröffnung Abraham Lincoln seine berühmte Rede, die Gettysburg Address, gehalten hatte, wurde der Gettysburg National Military Park angelegt.
USS Gettysburg war und ist außerdem der Name von drei Kriegsschiffen der US-Navy.